# 5020 Asimov
5020 Asimov este o planetă minoră (asteroid), cu un diametru de 3,457 km, din centura de asteroizi. A fost descoperită pe 2 martie 1981 la Observatorul Siding Spring de Schelte J. Bus și a fost numită după Isaac Asimov. 
Obiectul prezintă o orbită caracterizată de o semiaxă mare de 2,1540263 UAi, o excentricitate de 0,21, o înclinație de 1,10259 ° în raport cu ecliptica.